# Txepíguinskaia
Txepíguinskaia - Чепигинская (rus) és una stanitsa del krai de Krasnodar, a Rússia. Es troba al liman Lebiaji del riu Beissug, a 17 km al nord-oest de Briukhovétskaia i a 99 km al nord de Krasnodar, la capital.
Pertanyen a aquest municipi els possiolki de Lebiaji Ostrov, Limanski, Kinóvia i Razdolni.